# Эвелин Клэр
Эвелин Клэр (англ. Evelyn Claire; род. 11 апреля 1996) — американская порноактриса, эротическая фотомодель и вебкам-модель.

## Биография
Эвелин Клэр родилась в 1996 году в штате Вашингтон. В 2016 году она начала работать в индустрии вебкама и сниматься в кино. В 2021 году на экраны вышла картина «Удовольствие» с Клэр в одной из ролей, показанная на кинофестивале «Сандэнс» и получившая положительные отзывы критиков.

## Награды и номинации
| Год  | Награда    | Результат | Категория                               | Фильм                 |
| ---- | ---------- | --------- | --------------------------------------- | --------------------- |
| 2019 | AVN Awards | Номинация | Лучшая сцена мастурбации/стриптиза      | Female of the Species |
| 2019 | AVN Awards | Номинация | Лучшая сцена секса парень/девушка       | Female of the Species |
| 2019 | AVN Awards | Номинация | Лучшая лесбийская сцена                 | Trashy Love Story     |
| 2019 | XBIZ Award | Номинация | Лучшая сцена в лесбийском фильме        | Classic Porno         |
| 2020 | AVN Awards | Номинация | Лучшая актриса — короткометражный фильм | Dibs on Mom           |
| 2020 | AVN Awards | Номинация | Лучшая групповая лесбийская сцена       | Pussy Pot Luck        |
| 2021 | AVN Awards | Номинация | Лучшая актриса — короткометражный фильм | Romantic Charades     |
| 2021 | AVN Awards | Номинация | Лучшая лесбийская сцена                 | Romantic Charades     |